# 乔瓦尼·德利塞
乔瓦尼·德利塞（義大利語：Giovanni Delise，1907年11月1日—1947年5月19日），意大利男子赛艇运动员。他曾代表意大利参加1928年夏季奥林匹克运动会赛艇比赛，获得男子四人单桨有舵手金牌。